# ایندیپندنس (یوتا)
ایندیپندنس (به انگلیسی: Independence) شهری در ایالت یوتا کشور ایالات متحده آمریکا است که جمعیت آن در سرشماری سال ۲۰۱۰ میلادی، ۱۶۴ نفر بوده‌است.